# بيفل دان
بيفل دان (بالرومانية: Pavel Dan)‏ هو كاتب روماني، ولد في 3 سبتمبر 1907 في  في رومانيا، وتوفي في 2 أغسطس 1937 في كلوج نابوكا في رومانيا بسبب سرطان.